# 두러스 항

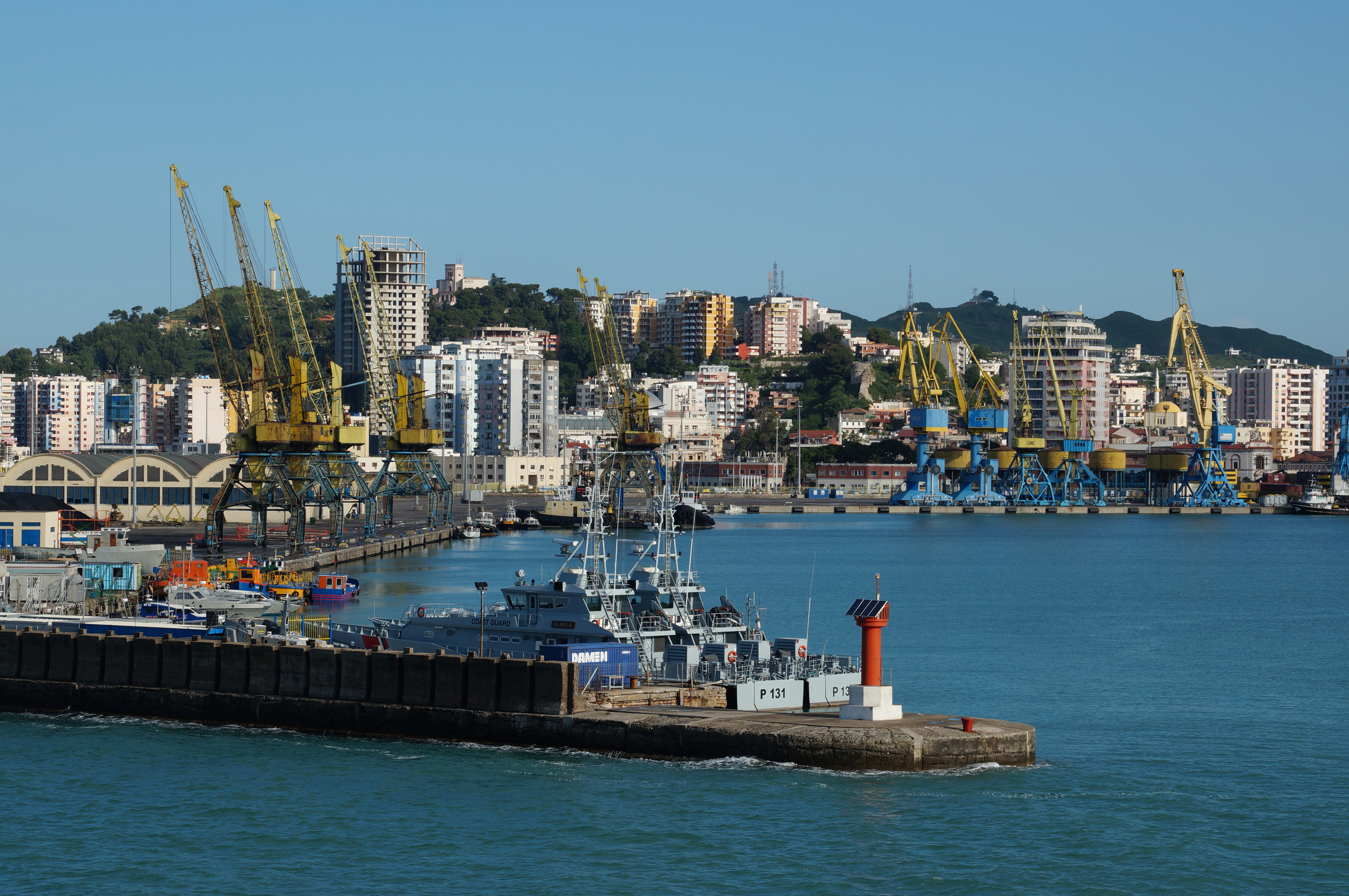

두러스 항(알바니아어: Porti i Durrësit)은 알바니아에서 가장 큰 항구이다. 두러스에 위치하여 183m (600 ft) 너비사이에 조성된 인공 유역이다. 두러스 항은 두러스 만 (알바니아어: Gjiri i Durrësit)의 최북단에 위치하여, Kalaja e Turrës와 두러스 곶 (알바니아어: Kepi i Durrësit) 사이에 위치하여 있다. 두러스 곶은 두러스 항에서 서쪽으로 1.6 km (0.99 mi) 지점에 위치하여 있다.
2014년, 두러스 항은 알바니아에서 가장 큰 여객항구이자 아드리아해에서 가장 큰 여객항구들 중 하나로, 매년 150만 명의 승객이 찾는다. 두러스 항은 총길이 763 m (2,503 ft)로 인근에 어항이 형성되어 있다. 두러스 항 입구 인근에 폐선들이 몇몇 발견되고 있다. 두러스 항에는 예인선(曳引船)이 필수이다. 2011년, 두러스 항은 보수, 확장 중에 있다.

## 같이 보기
- 두러스
- 알바니아의 경제
- 아드리아해